# ترين
ترين (Trane Technologies Inc). هي شركة مصنعة لأنظمة التدفئة والتهوية وتكييف الهواء (HVAC) وأنظمة التحكم في المباني. الشركة هي شركة تابعة لشركة ترين تكنولوجيز (Trane Technologies) وهي الشركة التي خلفت الشركات الأمريكية القياسية. تصنع منتجات تحت الأسماء التجارية ترين و أمريكان  ستاندرد .
يقع المقر الرئيسي الدولي لشركة ترين في سوردز ، أيرلندا. وتوظف أكثر من 29000 شخص في 104 مواقع تصنيع في 28 دولة ، وتبلغ مبيعاتها السنوية أكثر من 8 مليارات دولار. بالإضافة إلى نشاطها في أنظمة HVAC ، تشارك ترين في مشاريع الحفاظ على الطاقة والطاقة المتجددة.

## وصلات خارجية
- موقع ترين